# Chérisy
Chérisy ist eine französische Gemeinde mit 291 Einwohnern (Stand 1. Januar 2022) im Département Pas-de-Calais in der Region Hauts-de-France. Sie gehört zum Kanton Bapaume im Arrondissement Arras.

## Lage
Die Gemeinde Chérisy liegt am Südostrand des Artois, sechs Kilometer südöstlich von Arras. Sie grenzt im Nordosten an Vis-en-Artois, im Südosten an Hendecourt-lès-Cagnicourt, im Süden an Fontaine-lès-Croisilles, im Westen an Héninel und im Nordwesten an Guémappe.

## Chérisy im Ersten Weltkrieg
Chérisy wurde am 3. Mai 1917 von der britischen 18. Infanteriedivision erobert, ging jedoch in derselben Nacht wieder verloren. Die Geländerückerorberung war für die Deutschen sehr verlustreich: 168 Tote, 335 Verwundete und 79 Vermisste. Chérisy blieb dann in deutscher Hand, bis es am 27. August 1918 vom Canadian Corps zurückerobert wurde. Die Ereignisse des 3. Mai 1917 inspirierten Oberleutnant August Leffson des Konstanzer Regiments 114, ein Gedicht mit dem Titel „Das Lied von Chérisy“ zu schreiben, das vom Obermusikmeister des Regiments, Arnold Rust, vertont wurde. Das Lied wurde zur Regimentshymne des so genannten „Grünen Regiments“.

## Bevölkerungsentwicklung
| Jahr                       | 1962 | 1968 | 1975 | 1982 | 1990 | 1999 | 2006 | 2015 | 2022 |
| -------------------------- | ---- | ---- | ---- | ---- | ---- | ---- | ---- | ---- | ---- |
| Einwohner                  | 200  | 188  | 175  | 189  | 209  | 212  | 249  | 298  | 291  |
| Quellen: Cassini und INSEE |      |      |      |      |      |      |      |      |      |

## Sehenswürdigkeiten

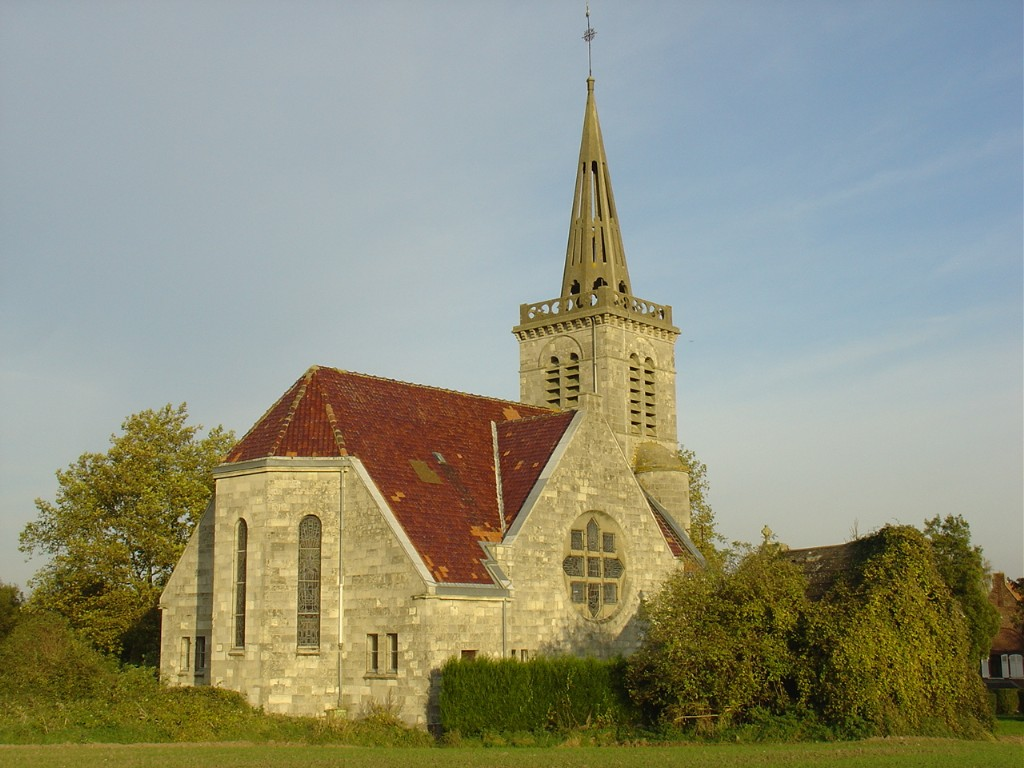
Kirche Saint-Vaast
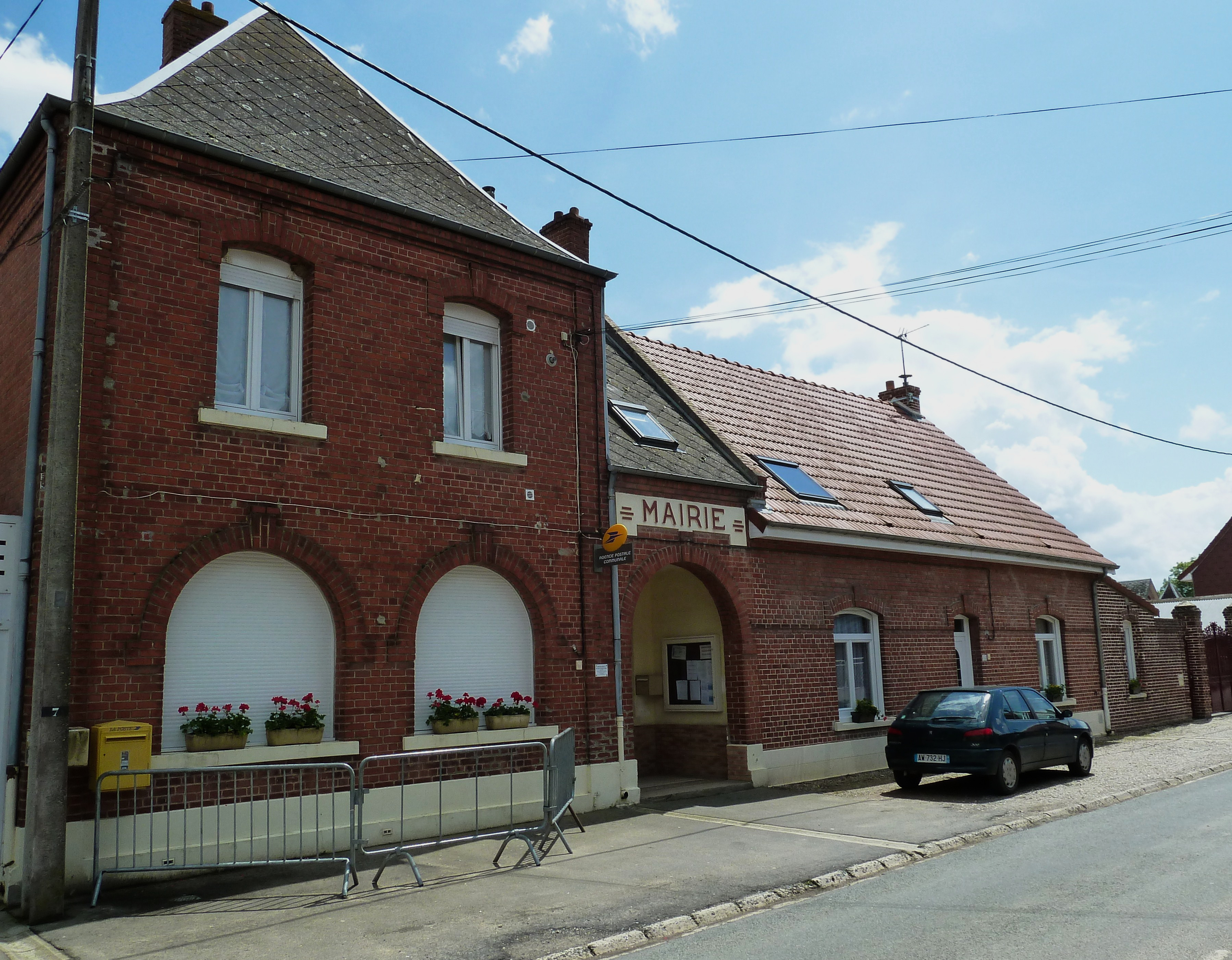
Wasserturm
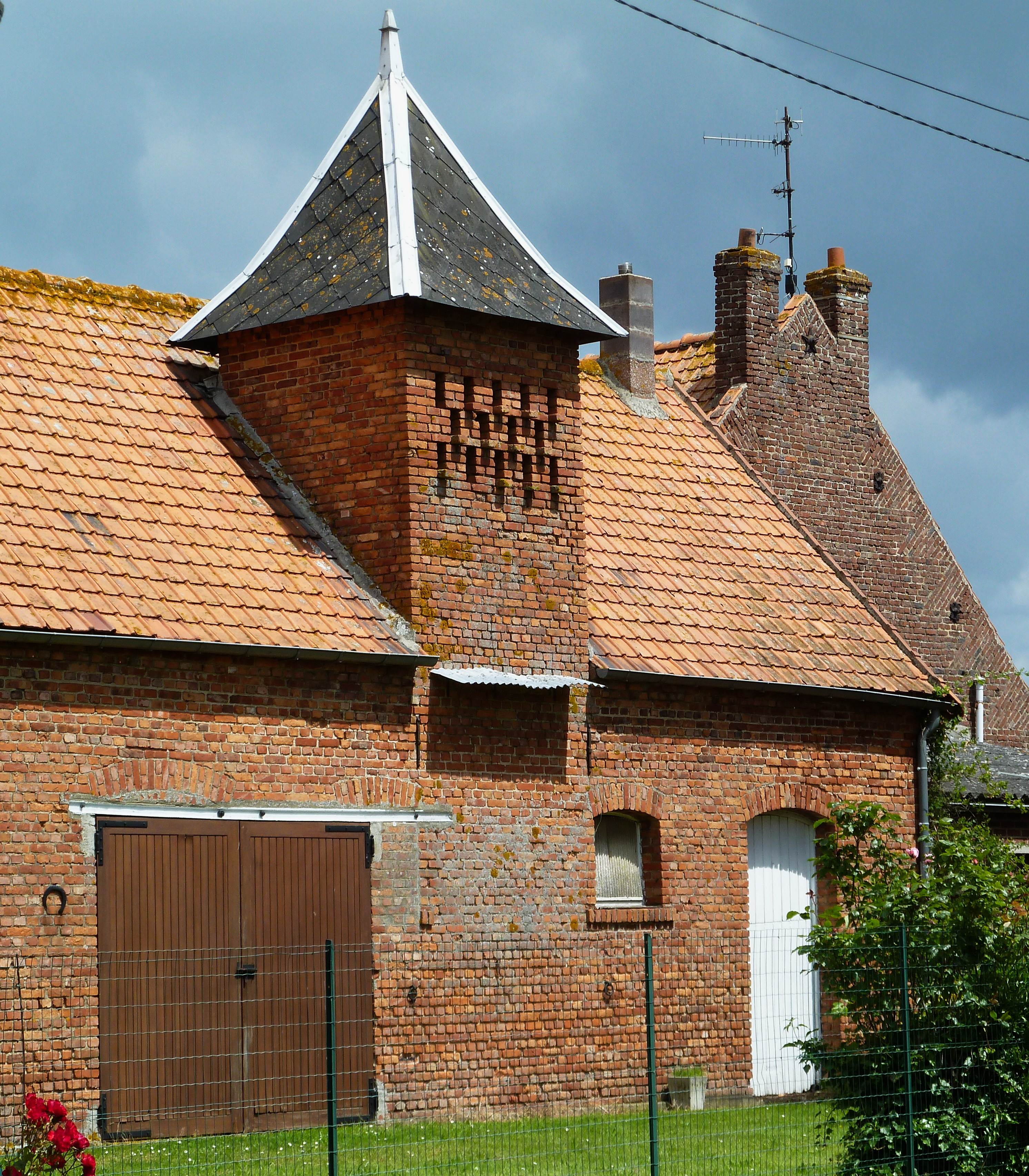
britischer Soldatenfriedhof
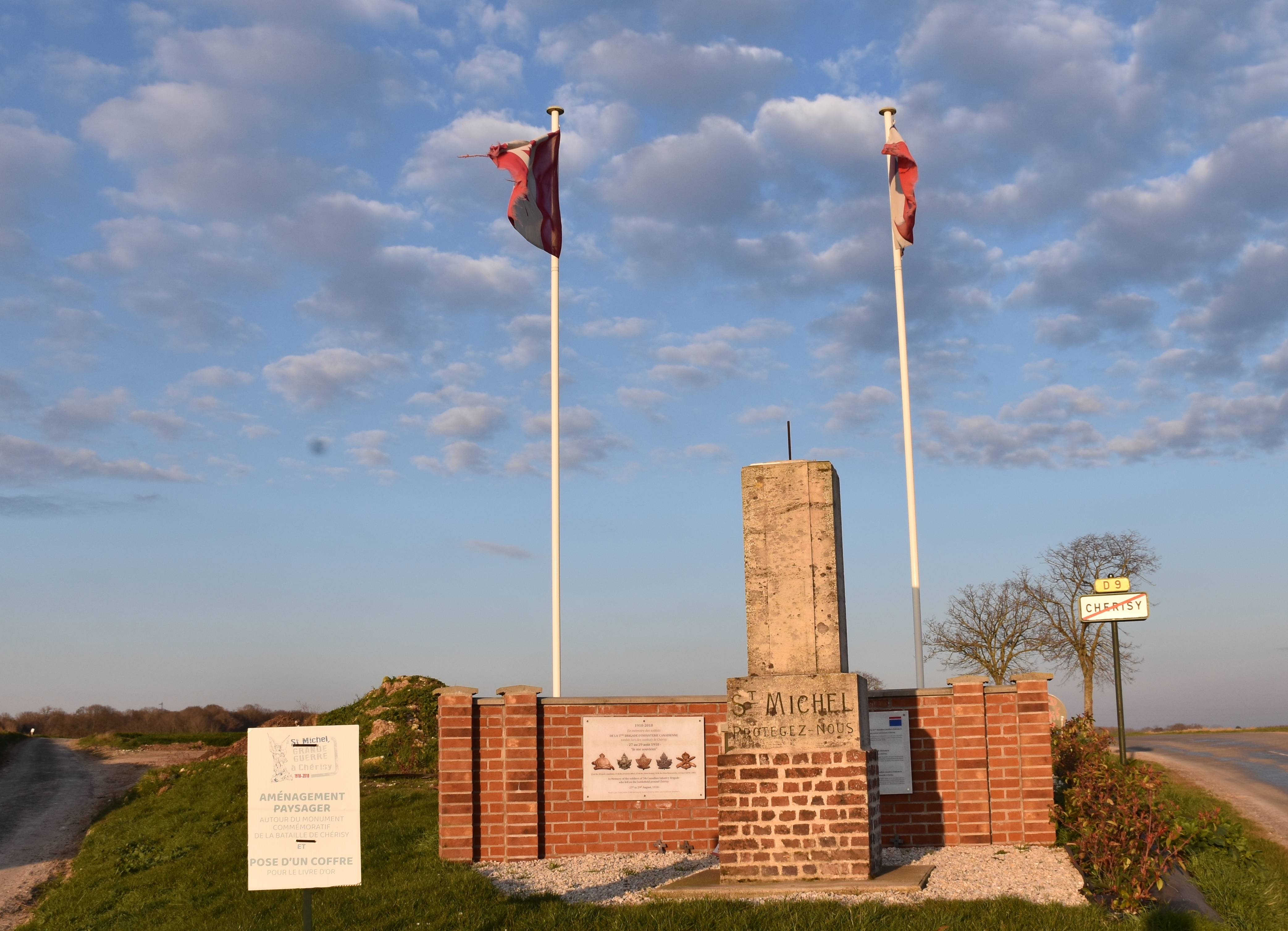
kanadischer Soldatenfriedhof

- Kirche Saint-Vaast
- Mairie Chérisy
- Taubenturm
- Kanadischer Soldatenfriedhof